# Åtjärnen (Anundsjö socken, Ångermanland)
Åtjärnen är en sjö i Örnsköldsviks kommun i Ångermanland och ingår i Moälvens huvudavrinningsområde.